# Tercera División de España (Grupo XIV)
El Grupo XIV de la Tercera División española de fútbol fue el grupo autonómico extremeño de dicha categoría; constituye el cuarto nivel de competición del sistema de liga en Extremadura. La primera temporada disputada con un grupo extremeño fue la 1956-57.
El C.P. Cacereño fue el último campeón del Grupo XIV de la extinta Tercera División.
Fue sustituido en 2021 por el Grupo XIV de la Tercera RFEF, quinto nivel del sistema de ligas de fútbol de España.

## Historia
La primera temporada que contó con la participación de un club extremeño en la Tercera División fue la inaugural, 1930-31, en la cual el C.D. Don Benito formó parte. En 1943, la Federación Española de Fútbol estableció grupos basados en la proximidad geográfica, por este motivo, los clubes extremeños compitieron con equipos de las federaciones Sur, Castellana, Hispanomarroquí, Castellana u Oeste, indistintamente.
En la temporada 1956-57 se conformó un grupo integrado exclusivamente por clubes extremeños, siendo ocho equipos los que tomaron parte: Emeritense, Plasencia, Cacereño, Moralo, Don Benito, Villanovense, Metalúrgica Extremeña y Azuaga. Posteriormente, los equipos de la región volvieron a integrarse en grupos con clubes de otras comunidades autónomas, hasta la temporada 1983-84.
A partir de la temporada 1983-84, los equipos extremeños participan en un grupo autónomico.
A partir de la temporada 2021-22, los clubes extremeños participan en el mismo grupo pero en el quinto nivel de la pirámide del futbol español.

## Sistema de competición
Esta temporada tuvo un sistema de competición de transición, provocado por la paralización del fútbol no profesional a causa de la pandemia de Coronavirus. La Tercera División sufrió un proceso de transición en el que en la temporada 2021-2022 pasó de ser la cuarta categoría a nivel nacional a ser la quinta, y cambió su denominación a Tercera División RFEF. El lunes 14 de septiembre se confirmaron las bases de competición.
En la Primera Fase participaron veintidós clubes encuadrados en dos subgrupos de once equipos cada uno. Se enfrentaron en cada subgrupo todos contra todos en dos ocasiones -una en campo propio y otra en campo contrario- durante un total de 22 jornadas. El orden de los encuentros se decidió por sorteo antes de empezar la competición. La Federación Extremeña de futbol fue la responsable de designar las fechas de los partidos y los árbitros de cada encuentro, reservando al equipo local la potestad de fijar el horario exacto de cada encuentro.
Una vez finalizada la Primera Fase los tres primeros clasificados avanzaron a la Segunda Fase para Segunda División RFEF, los clasificados entre la cuarta y sexta posición lo hicieron a la Segunda Fase por la Fase Final para Segunda División RFEF / Play Off de Ascenso a Segunda División RFEF, y el resto disputaron la Segunda Fase por la Permanencia en Tercera División RFEF. Los puntos obtenidos, así como los goles, tanto a favor como en contra, se arrastraron a la siguiente fase, comenzado cada equipo su fase específica con los puntos y goles obtenidos en la Primera Fase.
En la Segunda Fase para Segunda División RFEF participaron seis clubes en un único grupo. Se rescataron los puntos obtenidos en la Primera Fase y se enfrentan tan solo los equipos que hayan estado en distintos subgrupos en dos ocasiones -una en campo propio y otra en campo contrario- durante un total de 6 jornadas. El orden de los encuentros se decidió por sorteo antes de empezar la Fase. Los dos primeros clasificados ascienden directamente a la nueva Segunda RFEF, mientras que los otros cuatro equipos disputaron la Fase Final de Eliminatorias a Segunda División RFEF / Play Off de Ascenso a Segunda División RFEF.
En la Segunda Fase por el Play Off de Ascenso a Segunda División RFEF participaron seis clubes en un único grupo. Se rescataron los puntos obtenidos en la Primera Fase y se enfrentan tan solo los equipos que hayan estado en distintos subgrupos en dos ocasiones -una en campo propio y otra en campo contrario- durante un total de 6 jornadas. El orden de los encuentros se decidió por sorteo antes de empezar la Fase. Los dos primeros clasificados disputaron la Fase Final de Eliminatorias a Segunda División RFEF / Play Off de Ascenso a Segunda División RFEF, mientras que los otros cuatro equipos participarán en Tercera División RFEF.
En la Segunda Fase por la Permanencia en Tercera División RFEF participaron diez clubes en un único grupo. Se rescataron los puntos obtenidos en la Primera Fase y se enfrentaron tan solo los equipos que hayan estado en distintos subgrupos en dos ocasiones -una en campo propio y otra en campo contrario- durante un total de 10 jornadas. El orden de los encuentros se decidió por sorteo antes de empezar la Fase. Los seis últimos clasificados descendieron directamente a Regional Preferente de Extremadura, mientras que los cuatro primeros participarán en Tercera División RFEF.
El ganador de un partido obtuvo tres puntos, el perdedor cero puntos, y en caso de empate hubo un punto para cada equipo. 
Por último la Fase Final de Ascenso a Segunda División RFEF / Play Off de Ascenso a Segunda División RFEF la disputaron seis clubes en formato de eliminatorias a partido único, ejerciendo de local el equipo con mejor clasificación. En la primera ronda compitieron los dos primeros clasificados de la Fase Intermedia y los clasificados en quinta y sexta posición de la Segunda Fase de Ascenso. Los vencedores de esta ronda jugaron la segunda eliminatoria donde se incorporaron los clasificados en tercera y cuarta posición de la Segunda Fase de Ascenso. Los vencedores disputaron una final de la que salió la tercera plaza de ascenso a Segunda División RFEF.

## Palmarés
Contabilizado a partir de la temporada 1983-84.

### Por temporada
| Temporada | Campeón                     | Subcampeón                  | Tercero                     | Cuarto                      |
| --------- | --------------------------- | --------------------------- | --------------------------- | --------------------------- |
| 1983/84   | C.D. Díter Zafra            | U.P. Plasencia              | C.P. Cacereño               | C.F. Extremadura            |
| 1984/85   | U.P. Plasencia              | C.F. Extremadura            | C.P. Cacereño               | C.P. Mérida                 |
| 1985/86   | C.D. Badajoz                | C.D. Don Benito             | C.P. Cacereño               | U.D. Montijo                |
| 1986/87   | C.P. Cacereño               | C.D. Badajoz                | U.P. Plasencia              | C.F. Extremadura            |
| 1987/88   | C.D. Don Benito             | C.P. Mérida                 | C.F. Extremadura            | Moralo C.P.                 |
| 1988/89   | C.P. Mérida                 | C.F. Extremadura            | C.P. Cacereño               | A.D. Puebla Patria          |
| 1989/90   | C.F. Extremadura            | C.P. Cacereño               | C.D. Don Benito             | U.P. Plasencia              |
| 1990/91   | C.D. Don Benito             | C.P. Cacereño               | U.P. Plasencia              | C.F. Villanovense           |
| 1991/92   | U.P. Plasencia              | C.P. Cacereño               | Moralo C.P.                 | C.D. Don Benito             |
| 1992/93   | Moralo C.P.                 | C.D. Don Benito             | Jerez C.F.                  | U.P. Plasencia              |
| 1993/94   | Formación Cristiana         | U.P. Plasencia              | C.P. Mérida "B"             | C.D. Don Benito             |
| 1994/95   | C.D. Don Benito             | Jerez C.F.                  | C.D. Badajoz "B"            | C.D. Burguillos             |
| 1995/96   | C.P. Cacereño               | Jerez C.F.                  | Moralo C.P.                 | C.P. Mérida "B"             |
| 1996/97   | Jerez C.F.                  | Moralo C.P.                 | U.P. Plasencia              | C.D. Burguillos             |
| 1997/98   | Jerez C.F.                  | C.P. Mérida "B"             | S.P. Villafranca            | C.D. Badajoz "B"            |
| 1998/99   | C.D. Burguillos             | S.P. Villafranca            | C.D. Don Benito             | C.F. Extremadura "B"        |
| 1999/00   | C.P. Mérida "B"             | C.D. Don Benito             | C.F. Villanovense           | U.P. Plasencia              |
| 2000/01   | C.D. Díter Zafra            | C.P. Mérida "B"             | U.P. Plasencia              | C.P. Cacereño               |
| 2001/02   | C.P. Cacereño               | C.D. Don Benito             | Moralo C.P.                 | C.F. Villanovense           |
| 2002/03   | A.D. Cerro de Reyes Badajoz | C.D. Don Benito             | C.F. Villanovense           | C.F. Extremadura "B"        |
| 2003/04   | C.D. Don Benito             | C.D. Díter Zafra            | U.P. Plasencia              | A.D. Cerro de Reyes Badajoz |
| 2004/05   | Mérida U.D.                 | C.F. Villanovense           | A.D. Cerro de Reyes Badajoz | Moralo C.P.                 |
| 2005/06   | C.F. Villanovense           | A.D. Cerro de Reyes Badajoz | C.D. Don Benito             | Sporting Villanueva Prom.   |
| 2006/07   | Jerez C.F.                  | C.D. Don Benito             | Imperio de Mérida C.P.      | C.P. Cacereño               |
| 2007/08   | C.D. Don Benito             | C.F. Villanovense           | A.D. Cerro de Reyes Badajoz | Jerez C.F.                  |
| 2008/09   | A.D. Cerro de Reyes Badajoz | C.P. Cacereño               | C.F. Villanovense           | C.D. Don Benito             |
| 2009/10   | C.D. Badajoz                | Jerez C.F.                  | Extremadura U.D.            | Arroyo C.P.                 |
| 2010/11   | C.F. Villanovense           | Sporting Villanueva Prom.   | Arroyo C.P.                 | Jerez C.F.                  |
| 2011/12   | Arroyo C.P.                 | C.D. Díter Zafra            | Extremadura U.D.            | C.D. Don Benito             |
| 2012/13   | Extremadura U.D.            | U.D. Badajoz                | C.D. Don Benito             | C.D. Díter Zafra            |
| 2013/14   | C.F. Villanovense           | Mérida A.D.                 | Jerez C.F.                  | U.D. Badajoz                |
| 2014/15   | Mérida A.D.                 | Extremadura U.D.            | Jerez C.F.                  | C.D. Badajoz                |
| 2015/16   | Extremadura U.D.            | C.D. Badajoz                | Arroyo C.P.                 | Jerez C.F.                  |
| 2016/17   | C.P. Cacereño               | C.D. Badajoz                | Jerez C.F.                  | C.D. Azuaga                 |
| 2017/18   | C.D. Don Benito             | C.P. Cacereño               | U.P. Plasencia              | C.D. Coria                  |
| 2018/19   | Mérida A.D.                 | C.P. Cacereño               | Moralo C.P.                 | C.D. Coria                  |
| 2019/20   | C.F. Villanovense           | C.D. Coria                  | C.P. Cacereño               | Extremadura U.D. (B)        |
| 2020/21   | C.P. Cacereño               | U.D. Montijo                | C.D. Coria                  | Moralo C.P.                 |

### Por equipo
| Equipo                          | Campeonatos | Temporadas                                                             |
| ------------------------------- | ----------- | ---------------------------------------------------------------------- |
| C.D. Don Benito                 | 8           | 1954/55, 1955/56, 1987/88, 1990/91, 1994/95, 2003/04, 2007/08, 2017/18 |
| C.P. Cacereño                   | 5           | 1986/87, 1995/96, 2001/02, 2016/17, 2020/21                            |
| C.F. Villanovense               | 4           | 2005/06, 2010/11, 2013/14, 2019/20                                     |
| Jerez C.F.                      | 3           | 1996/97, 1997/98, 2006/07                                              |
| C.D. Díter Zafra                | 2           | 1983/84, 2000/01                                                       |
| U.P. Plasencia                  | 2           | 1984/85, 1991/92                                                       |
| C.D. Badajoz                    | 2           | 1985/86, 2009/10                                                       |
| A.D. Cerro de Reyes Badajoz     | 2           | 2002/03, 2008/09                                                       |
| Extremadura U.D.                | 2           | 2012/13, 2015/16                                                       |
| Mérida A.D.                     | 2           | 2014/15, 2018/19                                                       |
| Moralo C.P.                     | 1           | 1992/93                                                                |
| C.P. Mérida                     | 1           | 1988/89                                                                |
| C.F. Extremadura                | 1           | 1989/90                                                                |
| Formación Cristiana Extremadura | 1           | 1993/94                                                                |
| C.D. Burguillos                 | 1           | 1998/99                                                                |
| C.P. Mérida "B"                 | 1           | 1999/00                                                                |
| Mérida U.D.                     | 1           | 2004/05                                                                |
| Arroyo C.P.                     | 1           | 2011/12                                                                |